# 丁格利博物馆

丁格利博物馆

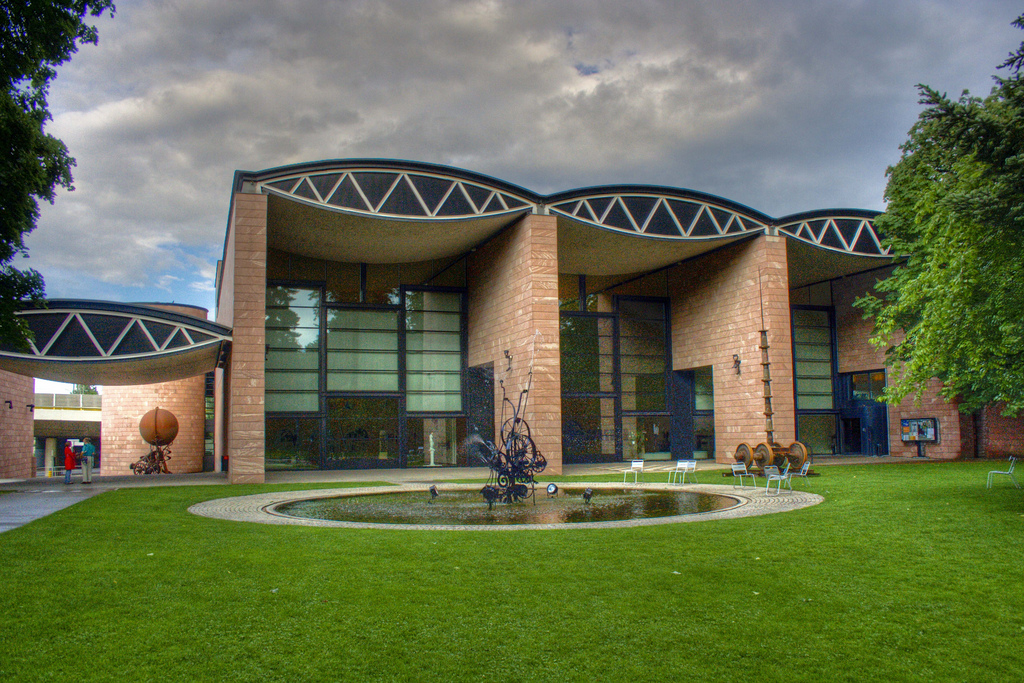
西侧

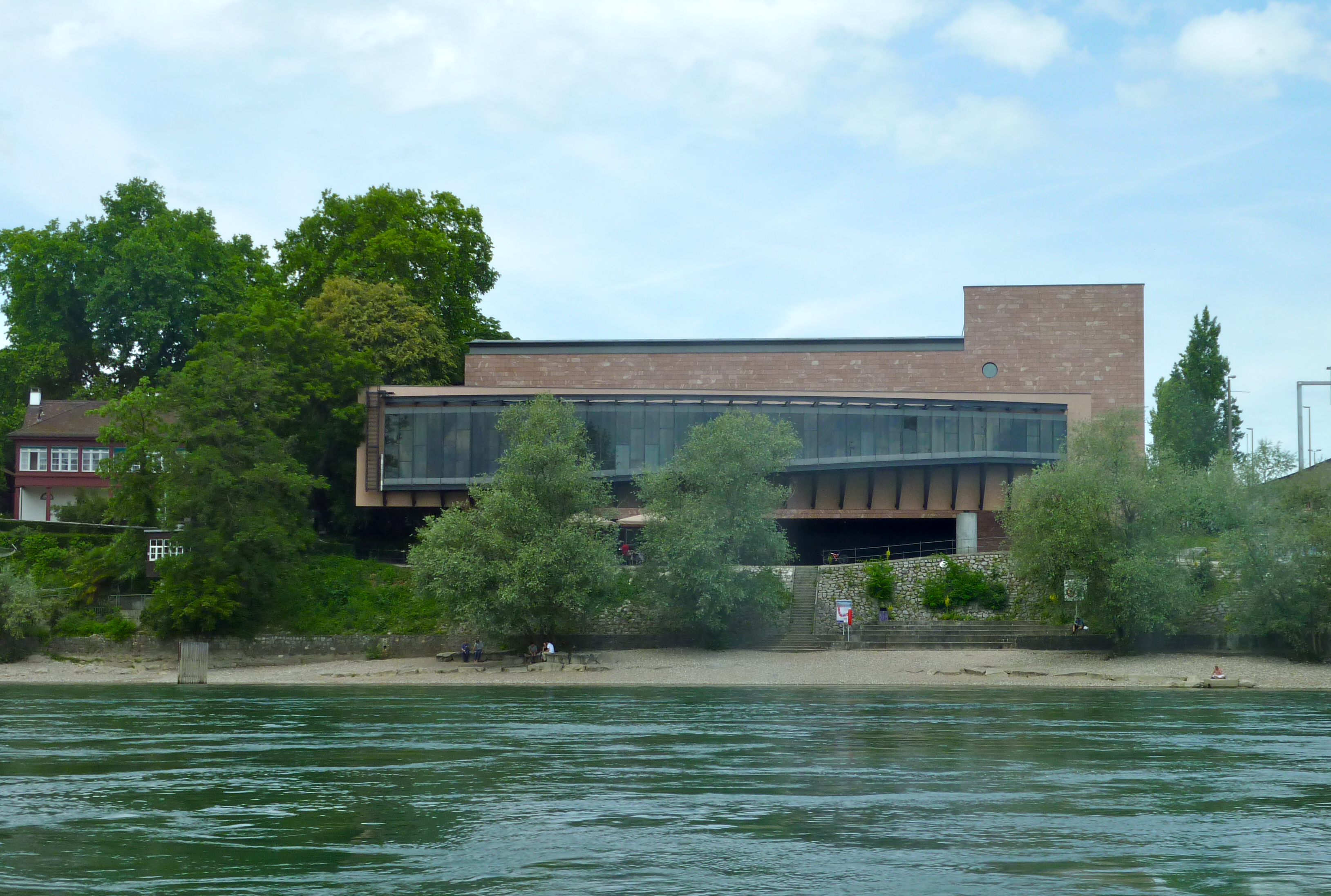
莱茵河南侧

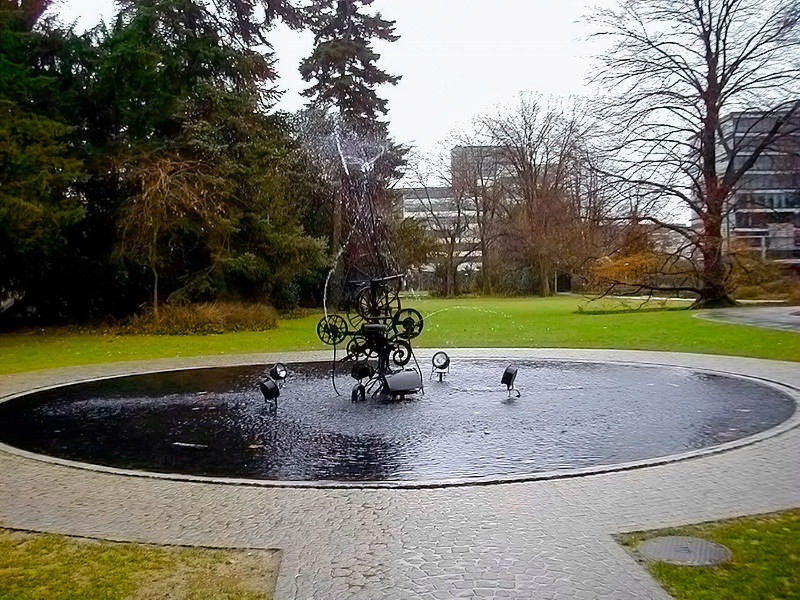
喷泉

丁格利博物馆（德語：Museum Tinguely）是瑞士巴塞尔的一个艺术博物馆，包括瑞士画家和雕塑家尚·丁格利作品的永久展览。

## 历史
它位于莱茵河畔的Solitudepark，由建筑师马里奥·博塔设计，于1996年10月3日开放。

## 藏品
展品中包括大量的丁格利雕塑，辅以与艺术家的生活和工作有关的插图、照片和其他文件。丁格利的妻子妮基·桑法勒捐赠了55个雕塑给博物馆。博物馆的临时展览展示了丁格利的朋友和同时代人的作品，以及其他现代艺术家如Bernhard Luginbühl、妮基·桑法勒和伊夫·克莱因等等。